# История преследования гомосексуалов в России
Исторически в России к гомосексуалам относились значительно терпимее, чем в других европейских странах. Светское уголовное право не касалось этого вопроса вплоть до XVIII века. Русская православная церковь рассматривала однополые контакты (и женские, и мужские) как серьёзный грех, однако, согласно каноническому праву, наказание за это было сопоставимо с иными формами «блуда» и значительно мягче, чем в Западной Европе.
Впервые антигомосексуальное законодательство в России ввёл Пётр I в 1706 году, скопировав немецкий воинский устав. Оно распространялось только на военнослужащих и обосновывалось необходимостью поддержания дисциплины во вновь созданной армии европейского образца.
Вторая волна криминализации мужской гомосексуальности прошла в рамках консервативной политики и законодательных реформ Николая I. В 1835 году вступил в силу новый свод уголовных законов. В него была внесена антигомосексуальная статья, которая также была написана под немецким влиянием, однако преследование гомосексуалов имело уже религиозное морализаторское обоснование и касалось всех подданных Российской империи. Несмотря на редкость применения и призывы к его отмене это положение просуществовало 82 года вплоть до падения монархии. Лесбиянки в Российской империи не преследовались законом, за исключением Финляндского княжества.
Октябрьская революция 1917 года привела к отмене всех царских законов. И хотя отношение коммунистов к гомосексуальности было неоднозначным, однако новые уголовные законы, опиравшиеся на секулярные и научные представления, не предусматривали наказания за однополые отношения. При этом были отдельные случаи преследования.
Третья антигомосексуальная кампания в России началась в ходе сталинских репрессий. В 1933 году вступавшие в однополые контакты мужчины были объявлены «шпионами» и «контрреволюционерами», разрушающими советское общество, а в уголовный кодекс были внесены соответствующие изменения. После смерти Сталина антигомосексуальные законы не были отменены, а преследования даже усилились. По разным оценкам, за 60 лет действия советских уголовных статей было осуждено от 25 до 250 тысяч человек. Кроме того, в позднесоветский период лесбиянки были подвергнуты репрессивной психиатрии.
После распада СССР советские антигомосексуальные законы просуществовали в России до 1993 года, когда были отменены в ходе подготовки новой Конституции и вступления в Совет Европы.
В XXI веке в политике России усилился консерватизм, в результате чего в Административный кодекс была внесена статья о запрете «пропаганды ЛГБТ», которая используется властями для ограничения права гомосексуалов на свободу собраний. В 2017 году власти Чечни начали массово похищать, пытать и убивать гомосексуальных мужчин.

## Средневековая Русь и Московское государство
Отношение к гомосексуальности в Киевской Руси формировалось под воздействием православного христианства, которое начало распространяться на её территории с X века. При этом, в отличие от остальной Европы, здешние светские законы не касались данного вопроса вплоть до XVIII века: ни «Русская Правда» Ярослава Мудрого, ни «Соборное уложение» Алексея Михайловича не содержат упоминания однополых отношений.
Контроль за этой стороной жизни общества был прерогативой Церкви, которая считала однополые контакты, как и любой другой секс вне брака, грехом. Упоминания гомосексуальных действий (как мужских, так и женских) в древнерусском церковном праве встречаются начиная с Кормчих книг XII—XIII веков, а наказанием за них служило наложение различных епитимий (пост, отлучение от причастия, молитва, отбивание поклонов и т. д.). Степень наказания различалась в зависимости от конкретного проявления — начиная от поцелуев и заканчивая коитусом, который считался самым тяжёлым прегрешением и карался сопоставимо с супружеской изменой. В то же время в Европе католическое каноническое право значительно жёстче, чем Русская православная церковь, преследовало гомосексуалов — нередко подвергая их смертной казни.
В «Стоглаве» (1551) была отдельная 33-я глава «О содомском грехе» (под которым понимался различный «противоестественный» секс). Она предписывала покаяние и исправление, в противном случае следовало наказание «отлучением от святынь», запрет на вход в церковь и принесение пожертвований. При этом, как отмечают исследователи, пьянство по этому кодексу каралось суровее. В «Домострое» «содомия» упоминается лишь вскользь. Отдельное внимание Церковь уделяла борьбе с однополыми контактами в монастырях.

## Петровские реформы. Криминализация гомосексуальности в армии

### Предпосылки
В 1697—1698 годах царь Пётр I совершил «Великое посольство» — путешествие по странам Западной Европы — с целью установления дипломатических отношений и перенятия европейского опыта государственного устройства (в том числе военного и судебного). Среди прочего он посетил Англию и Нидерланды, где в это время в силу клерикальной традиции однополые отношения считалась преступлением, и проходили очередные кампании массового преследования гомосексуалов.
Также в ходе военной реформы в России Пётр I лично изучал западноевропейское военное законодательство, которое брало свое начало от судебной системы Инквизиции. В конце XVII — начале XVIII веков на примере французского, датского, нидерландского, саксонского и цесарского кодексов был создан ряд документов, призванных урегулировать правовые отношения в новом государственном органе — регулярной армии.

### Краткий артикул
В 1706 году по велению Петра I был издан «Краткий артикул» князя А. Д. Меншикова. Данный документ составил барон фон Гюйссен на основе немецкого (саксонского) военного кодекса. Первоначально артикул был напечатан на немецком языке, поскольку предназначался для служивших в российской армии иностранцев, которым русским царем был обещан суд согласно законам их родины. Однако позднее применение артикула распространилось и на русские войска.
«Краткий артикул» впервые в истории России ввёл в светское законодательство наказание за гомосексуальность, скопировав его с германского образца — за «ненатуральное прелюбодеяние» «муж с мужем» предусматривалась смертная казнь через сожжение. Историки отмечают, что такого рода жестокость наказания была нехарактерна для России и иллюстрирует его европейское происхождение. Но на практике этот закон не был применён ни разу.

Глава III. О прелюбодiѣяніи или что къ кому надлежитъ

5. Кто ненатуральное прелюбодiѣяніе съ скотиною ученитъ или мужъ с мужемъ стыдъ сочинятъ, оный казненъ и созженъ быти имѣетъ, такожъ наказаніе имѣютъ ожидатъ, которые блудъ чинятъ съ ребятами.— Розенгейм М. П.. Краткий артикул // Очерк истории военно-судебных учреждений в России до кончины Петра Великого. — СПб.: Тип. М. Эттингера, 1878. — С. 299. — 385 с.

### Военный и Морской уставы Петра I
«Краткий Артикул» считается предшественником и прообразом «Воинского устава» Петра I, который вступил в силу в 1716 году и впервые в Новое время российской истории систематизировал уголовное право. Именно из кодекса Меншикова наказание за гомосексуальность перешло в новый закон, регулировавший жизнь всей армии. Однако степень кары была значительно снижена: за добровольный однополый контакт полагалось телесное наказание, а в случае насилия — смертная казнь или вечная ссылка на галеры. А в 1720 году был принят и «Морской устав», предусматривавший аналогичное преследование. Некоторые историки отмечают также шведское влияние на появление этого наказания, указывая на то, что ссылка на галеры, в отличие от приморской Швеции, для России в 1716 году была не актуальна.

ГЛАВА XX. О содомскомъ грѣхѣ, о насиліи и блудѣ.

Арт. 166. Ежели кто отрока осквернитъ, или мужъ съ мужемъ мужеложствуетъ, оные, яко въ прежнемъ артикулѣ помянуто (прим. онаго жестоко на тѣлѣ наказатъ), имѣютъ быть наказаны. Ежели же насильствомъ то учинено, тогда смертію или вѣчно на галеру ссылкою наказатъ.
 — Устав воинский // Полное собрание законов Российской империи, с 1649 года. — СПб.: Тип. II отделения Собственной Е. И. В. канцелярии, 1830. — Т. V. 1713—1719, № 3006. — С. 370.

ГЛАВА XVI. О телесномъ блудiѣ и о насиліи во ономъ.

119. Кто отрока осквернитъ. — Ежели кто отрока осквернитъ, или мужеложствуетъ; оные, яко въ прежнемъ артикулѣ помянуто (прим. онаго жестоко на тѣлѣ наказатъ) , имѣютъ быть наказаны; ежели же насильствомъ то учинено: тогда смертію, или вѣчно на галеру ссылкою, наказать, по обстоятельству вины.
 — Устав морской // Полное собрание законов Российской империи, с 1649 года. — СПб.: Тип. II отделения Собственной Е. И. В. канцелярии, 1830. — Т. VI. 1720—1722, № 3485. — С. 78.
Историки отмечают, что эти законодательные нововведения касались только военных и не затрагивали гражданское население. При этом само появление данного наказания было результатом прямого копирования иностранных законов Петром I, который тем самым стремился «догнать» прогрессивную, с его точки зрения, во всех отношениях Западную Европу. Однако, в отличие от остальной Европы, преследования за гомосексуальность в России не имели морально-нравственного и религиозного обоснования. Однополые контакты в армии рассматривались как дисциплинарное нарушение, угрожавшее устойчивости военной иерархии. Специализированных исследований практики применения петровских уставов не существует: некоторые историки предполагают, что приговор по указанным статьям был скорее исключением, чем правилом, другие утверждают, что закон активно применялся.

## Попытки реформирования законодательства Российской империи
Заданный Петром I прозападный вектор развития страны привёл к тому, что постепенно европейские морально-нравственные традиции, сформированные под влиянием Католической церкви, начали прививаться в российской правящей элите. Это нашло отражение при попытках обновления светского уголовного законодательства. Уже в «Проекте уголовного уложения 1754—1766 годов», начатом разрабатываться при императрице Елизавете I, предполагалась статья «О содомском грехе» (ст. 2 и 3, глава 47). Она была написана библейским языком, а само описание состава правонарушения было менее конкретно, чем в петровском «Воинском уставе». В представленном на рассмотрение Государственному совету «Проекте уголовного уложения Российской империи 1813 года» Александра I содержалось ещё более эвфемистичное определение предлагаемого преступления — «противоестественное студодеяние» (§ 488). При этом согласно проекту кроме собственно уголовного наказания виновный должен был принести «публичное церковное покаяние». Привлечение Церкви к осуждению преступлений в половой сфере отражало новые морально-нравственные обоснования для преследования гомосексуалов. Кроме того, роль Церкви в русском государстве усилилась в ходе реакции, наступившей после победы России в изгнания Наполеона.
При этом в царствование Екатерины II указанная в Воинском уставе степень наказания для «нравственных преступников» смягчается, телесные наказания отменяются. Изначально это декларируется в «Наказе» 1767 года, а затем оформляется в 1785 году в «Жалованной грамоте дворянству» и «Жалованной грамоте городам».

## Криминализация гомосексуальности для гражданского населения 1835—1917

### Николаевские реформы
В период царствования Николая I как ответ на революционные движения (восстание декабристов, продолжающиеся волнения во Франции и Польше) в России значительно усилилось консервативное германское влияние, чему способствовал «священный союз» трёх абсолютистских монархий, две из которых были немецкими. Прусско-австрийская модель развития представлялась Николаю I альтернативой французскому влиянию, ассоциировавшемуся с революцией. Кроме того, поскольку эта модель была известна в России по реформам Петра III и Павла I, то замена одного иностранного влияния другим могла рассматриваться как возврат к прошлому. Эти веяния способствовали формированию новой государственной идеологии — консервативного, традиционалистического, религиозного романтизма, который нашёл свое выражение в знаменитой уваровской триаде «Православие. Самодержавие. Народность», явившейся антитезой французской революционной «Свобода, равенство, братство».
До первой половины XIX века в России действовало Соборное уложение 1649 года, регулировавшее, в том числе, уголовное право. Оно не упоминало гомосексуальности, в результате чего она оставалась для гражданского населения проблемой религиозно-нравственной, но не юридической. Однако в царствование Николая I была проведена законодательная реформа — в 1832 году был опубликован «Свод законов Российской империи», вступивший в силу 1 января 1835 года и создавший основу для всего дальнейшего развития законодательства. Это преобразование прошло также в рамках «консервативного поворота»: укрепления монархии и усиления роли религии в государстве.
В начале XIX века в европейском праве сложилось два направления относительно отношения к гомосексуальности: карательная «германская» система (Пруссия, Австрия, Венгрия, Швейцария и т. д.) и «романская» (Франция, Бельгия, Люксембург, Нидерланды, Испания, Италия), не предусматривавшая преследования. Новый российский уголовный закон следовал немецкому примеру, он впервые криминализировал однополые отношения для всего населения империи. При этом в первом издании к новой статье в качестве источников приведены ссылки на петровские уставы, а также екатериненские жалованные грамоты и инструкцию 1831 года.

Раздел IX. Глава IV. О мужеложествѣ и скотоложествѣ

677. Уличенные въ преступленіи мужеложства, подлежатъ лишенію всѣхъ правъ состоянія, наказанію плетьми и ссылкѣ на поселеніе. Когда же преступленіе мужеложства сопряжено с насиліем, то виновный подвергается лишенію всѣхъ правъ состоянія, наказанію кнутомъ и ссылкѣ на каторжную работу.— Свод законов уголовных. Книга первая // Свод законов Российской империи, издание 1832 года. — СПб.: Тип. II отделения Собственной Е. И. В. канцелярии, 1832. — Т. XV. — С. 213.
В продолжение николаевских реформ в «Своде законов» 1842 года текст рассматриваемой статьи был оставлен, но номер изменён на 790. В «Уложении о наказаниях уголовных и исправительных» 1845 года статья была сформулирована более подробно. Кроме того, в ней впервые было установлено требование церковного покаяния, что укрепило намеченное в более ранних проектах религиозное обоснование введения наказания. Действия насильственного характера по отношению к «слабоумным» и несовершеннолетним были выделены в отдельную статью.

Раздел VIII. Глава IV. О преступленіяхъ противъ общественной нравственности

1293. Изобличенный въ противоестественномъ порокѣ мужеложства, подвергается за сіе: лишенію всѣхъ правъ состоянія и ссылкѣ въ Сибирь на поселеніе, а буде онъ по закону не изъятъ отъ наказаній тѣлесныхъ, и наказанію плетьми черезъ палачей въ мѣрѣ, опредѣленной статьею 22 сего Уложенія для второй степени наказаній сего рода.
 Сверхъ того, если онъ Христіанинъ, то предается церковному покоянію по распоряженію своего духовного начальства.
1294. Если означенное въ предшедшей (1293) статьѣ преступленіе было сопровождаемо насиліемъ, или же совершено надъ малолѣтними или слабоумными, то виновный в ономъ подвергается: лишенію всѣхъ правъ состоянія и ссылкѣ въ каторжную работу въ крѣпостяхъ на время от десяти до двенадцати лѣтъ; а буде онъ по закону не изъятъ отъ наказаній тѣлесныхъ, и наказанію плетьми черезъ палачей въ мѣрѣ, опредѣленной статьею 21 сего Уложенія для четвертой степени наказаній сего рода, съ наложеніем клеймъ.
— Уложение о наказаниях уголовных и исправительных. — СПб.: Тип. II отделения Собственной Е. И. В. канцелярии, 1845. — С. 524—525.
Историки отмечают, что начало преследования гомосексуалов при Николае I, как и при Петре I, было следствием немецкого влияния на уголовное законодательство, однако в XIX веке обоснование его приобрело по примеру прусско-австрийской модели религиозно-нравственную подоплёку.
В последующие десятилетия текст рассматриваемых статей принципиально не менялся. В «Своде законов» 1857 года и «Своде законов уголовных» 1866 года он, по существу, остался прежним (кроме устранения телесных наказаний в последнем из них), а номера заменены на 1398-1349 и 995-996, соответственно. В дополненном «Своде законов уголовных» 1885 года наказание за добровольные однополые отношения смягчалось: поражение в правах уменьшалось, а ссылка на поселение заменялась на отдачу в исправительные арестантские отделения сроком от четырёх до пяти лет.
| Раздел IIX. Глава IV. О преступленіяхъ противъ общественной нравственности 995. Изобличенный въ противоестественномъ порокѣ мужеложства, подвергается за сіе: лишенію всѣхъ правъ состоянія и ссылкѣ въ Сибирь на поселеніе. Сверхъ того, если онъ Христіанинъ, то предается церковному покоянію по распоряженію своего духовного начальства. 996. Если означенное въ предшедшей (995) статьѣ преступленіе было сопровождаемо насиліемъ, или же совершено надъ малолѣтними или слабоумными, то виновный в ономъ подвергается: лишенію всѣхъ правъ и ссылкѣ въ каторжную работу въ крѣпостяхъ на время от десяти до двенадцати лѣтъ. — Уложение о наказаниях уголовных и исправительных. — СПб.: Тип. II отделения Собственной Е. И. В. канцелярии, 1866. — Т. 15. — С. 254—255. Раздел IIX. Глава IV. О пресупленіяхъ противъ общественной нравственности 995. Изобличенный въ противоестественномъ порокѣ мужеложства подвергается за сіе: лишенію всѣхъ особенныхъ, лично и по состоянію присвоенныхъ правъ и преимуществъ и отдачѣ въ исправительныя арестантскія отдѣленія на время отъ четырехъ до пяти лѣтъ. Сверхъ того, если онъ христіанинъ, то предается церковному покаянію по распоряженію своего духовнаго начальства. 996. Если означенное въ предшедшей (995) статьѣ преступленіе было сопровождаемо насиліемъ, или же совершено надъ малолѣтними или слабоумными, то виновный в ономъ подвергается: лишенію всѣхъ правъ и ссылкѣ въ каторжную работу въ крѣпостяхъ на время от десяти до двенадцати лѣтъ. — Уложение о наказаниях уголовных и исправительных с дополнениями. — СПб.: Тип. II отделения Собственной Е. И. В. канцелярии, 1885. — Т. 15. — С. 102. |

Данные антигомосексуальные законы просуществовали чуть более 80 лет — до 1917 года, когда в результате революции Российская империя прекратила существование.

### Правоприменительная практика
Определение «мужеложства» законы Российской империи не давали. Профессор В. Д. Набоков отмечал, что это было сделано умышленно, поскольку законодатели боялись превратить уголовный кодекс в «порнографический журнал». Руководствуясь аналогичными мотивами, российские юристы также избегали подробного разбора этих статей в своих работах. Не существовало и специализированной юридической литературы по данному вопросу. Такое положение вещей привело к значительным разночтениям и затруднениям в правоприменительной практике.
Так, некоторые юристы (в том числе Н. С. Таганцев) считали, что наказанию по этой статье подлежат все «противоестественные совокупления». Это, в частности, нашло своё отражение в кассационном решении Сената по «делу Микиртумова» (1869 г., № 642), по которому был осуждён мужчина за насильственное «противоестественное соитие» с женщиной. С этим толкованием спорили многие юристы, в частности Н. А. Неклюдов и П. И. Люблинский, которые настаивали, что статья подразумевает только анальный секс между мужчинами. Существовали разногласия и относительно того, что считать совершившимся преступлением. Н. А. Неклюдов утверждал, что при применении 995 статьи «покушение совпадает с совершением преступления, а от совершения требуется только начало эротического акта». И. Я. Фойницкий определял факт совершения «мужеложства» с момента проникновения, а «покушение немыслимо юридически».
В случае добровольности виновными считались оба, а в случае насилия, несовершеннолетия или «слабоумия» одной из сторон пострадавший не подлежал преследованию. При этом юристы сходились во мнении о недопустимости толкования статьи в широком смысле, то есть по отношению к вообще «развратным действиям» мужчины с мужчиной. Так в решении Сената по «делу Костерина» (1872 г., № 1362) отмечалось, что установление гомосексуальной «склонности» недостаточно для обвинения, а под словом «порок» следует понимать факт действия.
В суде обвинение строилось на свидетельских показаниях (устных и письменных), показаниях, полученных путём перекрёстного допроса, экспертизе судебных медиков. Мнение врачей могло значительно влиять на вынесение приговора. При этом в России на момент принятия закона не существовало судебно-медицинских руководств по выявлению факта анального секса. В Европе такие работы были опубликованы только в 1850-х годах (А. Тардьё, И. Л. Каспер). Российские руководства появились значительно позже и также обладали сомнительной объективностью (В. О. Мержеевский «Судебная гинекология» (1878), В. М. Тарновский «Извращение полового чувства» (1884)). При этом, например, В. М. Тарновский, описывая психологические аспекты однополого влечения, разделил гомосексуалов на «врождённых» («безвинных») и «приобретённых» («злонамеренных») и предлагал это учитывать в судебном процессе.
| |               |
| П. И. Чайковский | А. Н. Апухтин |
| В молодости (1862) П. И. Чайковский со своим другом А. Н. Апухтиным оказались в центре гомосексуального скандала в петербургском ресторане «Шотан». |               |

Применение закона на практике также столкнулось с серьёзной проблемой показной избирательности. Например, уже во времена царствования Николая I общественности было хорошо известно о гомосексуальных наклонностях министра просвещения графа С. С. Уварова, автора триады российского консерватизма. Эпиграмма А. С. Пушкина о характере его отношений с князем М. А. Дондуковым-Корсаковым приобрела широкую популярность, однако для её «героев» это не имело никаких правовых последствий. Представители высшего класса в принципе редко подвергались уголовному преследованию по обвинению в гомосексуальности. Императоры терпимо относились к таким людям. В России не было громких уголовных процессов наподобие суда над поэтом Оскаром Уайльдом в Великобритании, князем Филиппом Эйленбургом в Германии или полковником Альфредом Редлем в Австрии. Хотя большие скандалы российское общество знало, но власти на них закрывали глаза, и дело не доходило до суда. Огласку, например, получили случаи с композитором П. И. Чайковским и князем В. П. Мещерским, а также некоторыми членами императорской семьи (великими князьями Сергеем Александровичем и Константином Константиновичем), но в итоге всё ограничивалось лишь салонными сплетнями. Даже когда скандал приобретал совсем громкий характер, власти предпочитали административные меры уголовному процессу — виновного просто увольняли со службы и высылали, как это случилось, например, с поэтом А. Ф. Шениным. Подобное явное публичное саботирование закона привело к упадку его применения. В конце XIX века прокуроры российских городов практически прекратили преследование гомосексуалов.
В России обвинения в гомосексуальности не были орудием политической борьбы, как было в это время в Великобритании или Германии. Однако известен пример, когда в ответ на критику российского императора со стороны маркиза де Кюстина царская охранка начала муссировать слухи о «порочности» француза.
Как и в Западной Европе, российская полиция вела наблюдение за гомосексуалами, составляла списки, но на этом и ограничивалась. В отличие от других европейских стран, где проходили настоящие облавы, полиция в России редко выступала инициатором открытия уголовного дела. Обычно это происходило в связи с жалобами и заявлениями сторонних лиц, или в случае, когда обстоятельства привлекали особое внимание к конкретному случаю (драка, действие в состоянии опьянения или в публичном месте).
Согласно исследованиям, с 1874 по 1904 год в России перед судом по обвинению в «мужеложстве» предстали 1066 мужчин и 4 женщины (обстоятельства с последними не ясны). Из них было осуждено 440 человек (около 14 в год), что составило 41,28 % от общего числа судимых (по сравнению с 66,25 % осуждённых по другим уголовным преступлениям). При этом осуждены за добровольные половые связи были только 20 % от общего числа. Судьи данного периода были склонны оправдывать обвиняемых или назначать им минимальное наказание. Вплоть до 1904 года отмечалась тенденция к снижению числа приговоров. Доля гомосексуалов к общему числу осуждённых составляла 2,8 %. Только 5 % принадлежали к высшим чинам. Единицы из них — государственные сановники, чаще это были артисты, врачи, литераторы, преподаватели, священники, прислуга и ремесленники. При том, что в городах Империи жило всего 12,8 % населения, на них приходилось 45 % приговоров за «мужеложство». В Петербурге с 1890 по 1903 год, и в Москве с 1888 по 1903 год не было вынесено ни одного приговора по 995 статье.
С 1905 по 1913 год статистически был зафиксирован значительный рост преследования гомосексуалов: количество обвинений составило 911, а осуждено было 504 человека, из них 22 % по 995 статье. При этом отмечалась тенденция к увеличению числа приговоров: в 1905 — 10, 1906 — 7, 1907 — 25, 1908 — 30, 1909 — 69, 1910 — 68, 1911 — 73, 1912 — 96, 1913—126. Только 8 человек были осуждены в Петербурге и Москве. При этом с 1911 года более половины приговоров приходилось на регион Кавказа. Такая статистика объясняется исследователями результатом социальных потрясений 1905 года, а также началом учёта данных из южных провинций, где власти относились к однополым отношениям среди представителей местного населения как к «дикарскому обычаю», подлежащему искоренению.

### Автономные регионы Российской империи
Ряд регионов в Российской империи имел отдельное уголовное и гражданское законодательство.

#### Прибалтийский край
В губерниях Прибалтийского края до 1845 года не существовало упорядоченного уголовного законодательства. Там применялись и германское право (в том числе, Каролина, каравшая однополые отношения смертью) и шведские законы и указы (в том числе, «Шведское уложение 1734 года», гомосексуалов не преследовавшее), и указы Правительствующего сената. В рамках постепенного распространения общероссийского законодательства на остзейские губернии с 1845 года в этих областях начало действовать «Уложение о наказаниях». Позднее Прибалтийские губернии были единственным регионом Империи, в которых вступило в силу «Уголовное уложение 1903 года», по которому наказание было значительно смягчено.

#### Царство Польское
Варшавское герцогство, как и многие покорённые Францией территории, использовало «Кодекс Наполеона», который не предусматривал преследования гомосексуалов. После присоединения в 1815 году к Российской империи царства Польского на его территории с 1818 года было установлено действие собственного свода уголовных законов, представлявшего собой модификацию «Австрийского уложения 1803 года», и «Кодекса Наполеона», по которым гомосексуальность не преследовалась. Позднее в царствование Николая I было разработано «Польское уложение», которое практически полностью повторяло (в том числе, в рассматриваемом вопросе) «Уложение о наказаниях 1845 года» и вступило в силу 1847 году. В 1876 году указом императора на территорию Польши было распространено действие «Уголовного уложения 1866 года».

#### Великое княжество Финляндское
После присоединения в 1809 году к Российской империи Финляндское княжество сохранило законодательную автономию и в нём действовало «Шведское уложение 1734 года», которое не предусматривало преследования гомосексуалов.
В 1884 году было составлено национальное «Уголовное уложение Великого княжества Финляндского», по ряду причин принятое только в 1889 году и вступившее в силу в 1891 году. Его составители ориентировались на «Шведский уголовный кодекс 1864 года» и «Немецкий уголовный кодекс 1871 года», ввиду чего в него было включено преследование гомосексуальных контактов. А поскольку в финской культуре традиционно гендерное разделение было незначительным, то под уголовное наказание попали и однополые отношения между женщинами. Эти законы сохранились вплоть до распада империи и продолжили действовать уже в независимой Финляндии.

Глава двадцатая

§ 12. Если кто либо совершитъ непотребство съ другимъ лицомъ того же пола, то оба виновные подвергаются тюремному заключенію не свыше двух лѣтъ— Финляндское уголовное уложение и относящиеся к нему узаконения / с пред. Н. Д. Сергиевского. — СПб.: Тип. А. С. Суворина, 1907. — С. 68. — 208 с.

#### Кавказ
В ходе включения в состав Империи южных территорий российское право не сразу распространялось на них. Местная администрация создавала наряду с обычными судами, разбиравшими уголовные дела, систему судов, руководствующихся обычным правом и старыми национальными законами. Такие суды рассматривали гражданские дела, например, суды на территории Северного Кавказа могли назначать штрафы за мужеложство.

### Дискуссии о декриминализации
С 1880-х по 1903 год в российском юридическом сообществе развернулась большая дискуссия относительно эффективности, целесообразности и обоснованности преследования гомосексуалов. Против отмены существующих законов выступал ряд консервативных деятелей. Так, прокурор Архангельска Рихард Краус отрицал право распоряжаться собственным телом, если это было «вопиющим нарушением законов природы», «основных начал человеческого бытия и сожительства» и «возмущало нравственные чувства» людей. Профессор Л. Е. Владимиров утверждал, что существующий закон нёс «воспитательный» характер и оберегал «морально слабых» людей. Обер-прокурор А. Ф. Кони оправдывал преследование гомосексуалов на тех же основаниях, что и скопцов — из-за «отрицания истинной веры», «подрыва общественного порядка» и «пропаганды бездетного образа жизни».
Один из ведущих российских юристов, сооснователь Партии кадетов В. Д. Набоков, наоборот, предлагал декриминализировать однополые отношения, став негласным лидером в этой дискуссии. Он считал преследование гомосексуалов необоснованным. Набоков категорически отвергал аргумент защиты «общественной нравственности», указывая на то, что происходящее за «закрытыми дверьми спальни» предаётся оглашению помимо воли и ведома участников, а значит, они не могут подлежать наказанию. Споря с оппонентами, он задавал множество риторических вопросов: почему в целях воспитания криминализируются одни пороки, но допускаются другие; почему для сохранения здоровья уголовно должна запрещаться гомосексуальность, но при этом разрешается, например, пьянство; почему преследование за якобы отрицание брака как основы семьи и государства не касается холостяков; наконец, чем однополое соитие безнравственнее других безнравственных, но ненаказуемых видов «неестественного» и внебрачного секса?
Набоков отрицал возможность законодательного регулирования норм морали, апеллируя к свободе совести и светскому устройству государства. Он утверждал, что каждый взрослый человек имеет право на частную жизнь и право распоряжаться своим телом так, как считает нужным, если это не наносит вред другим людям. Кроме того, Набоков указывал на имеющиеся научные данные о врождённом характере гомосексуальности, в результате чего выраженное в уголовном кодексе представление об однополых отношениях как о «пороке»/«волевом акте» являлось ошибочным. Наконец, по его мнению не было смысла накладывать ограничения на однополые отношения, коль скоро общественное мнение не сводит роль секса исключительно к продолжению рода. Набокову представлялось сомнительным использование тюремного заключения в качестве исправительной меры, поскольку врачи терпели неудачу в подобных попытках. Он указывал также на непреодолимую терминологическую неопределённость закона и многочисленные процессуальные трудности, что значительно затрудняло его реализацию на практике и давало простор для шантажа, вымогательства, сведения счетов с врагами, злоупотреблениям со стороны полиции. Особенно он выделял показную избирательность применения закона. Либеральную точку зрения разделяли «Санкт-Петербургское юридическое общество», члены Самарского окружного суда и 9 из 23 членов «Московского юридического общества».
Как итог этих дебатов Уголовное уложение 1903 года не отменило преследование гомосексуалов, однако значительно снизило наказание в случае добровольной связи, но при этом криминализировалось покушение на однополый контакт. В новой статье также были подробно разобраны отягчающие обстоятельства (которые наказывались заключением от 3 до 8 лет):

Раздел VIII. Глава XXVII. О непотребствѣ

Статья 516. Виновный въ мужеложествѣ наказывается: заключениемъ въ тюрьмѣ на срокъ не ниже трехъ мѣсяцевъ... Покушеніе наказуемо.
— Новое уголовное уложение, Высочайше утвержденное 22 марта 1903 года. — СПб.: Изд. В. П. Анисимова, 1903. — С. 164—165. — 250 с.
Однако в силу ряда причин Уголовное уложение 1903 года так и не вступило в силу (за исключением прибалтийских губерний).

## Декриминализация в Советской России
После Февральской революции и прихода к власти Временного правительства продолжали действовать законы империи. Новым руководством страны была создана комиссия по пересмотру Уголовного уложения, в которую вошёл и В. Д. Набоков, однако результаты её работы неизвестны.

В результате Октябрьской революции у власти оказались представители большевиков и левых эсеров. Их воззрения на гомосексуальность были крайне неоднородными. Формирование новой правовой оценки однополых отношений происходило под воздействием различных факторов. Секулярная политика и отделение церкви от государства способствовали отказу от религиозной морали в юридических вопросах. Ориентация на материализм и рациональное познание мира привела к попытке дать оценку гомосексуальности с точки зрения медицины. Активно развивавшиеся в это время психиатрия и эндокринология собрали много материалов, указывающих на биологические, а не социальные причины однополого влечения. Кроме того, ряд левых политиков провозгласили равноправие полов и сексуальную революцию. Всё это привело к отказу от уголовного преследования гомосексуалов.
В 1918 году левые эсеры нарком юстиции И. З. Штейнберг и его заместитель А. А. Шрейдер представили проект нового Уголовного уложения, соответствующая (215) статья которого практически полностью скопировала «Уголовное уложение 1903 года», однако исключила преследование добровольных гомосексуальных отношений. В пояснительной записке была обозначена принципиальная позиция авторов по расширению прав личности. Но в этом же году левые эсеры вышли из правительства, и их проект не был реализован.
В 1920 году в период министерства Д. И. Курского была принята новая редакция проекта уголовного кодекса авторства М. Ю. Козловского, в которой преследование однополых отношений также не было предусмотрено. В своей работе Козловский опирался на «Уголовное уложение 1903 года» и кодекс Французской революции (декриминализировавший гомосексуальность), в ней явно прослеживались принципы секуляризации законодательства и медикализации понятий половых расстройств. Этот проект и его идеи, значительно переработанные другими юристами (в том числе П. А. Красиковым, Л. А. Саврасовым, Н. А. Черлюнчакевичем и Н. В. Крыленко), лёг в основу «УК РСФСР 1922 года» и последовавшего «УК РСФСР 1926 года». Таким образом, однополые отношения в Советской России были официально декриминализованы. В это время целый ряд стран Западной Европы (в том числе Великобритания и Германия) сохранял уголовное преследование гомосексуалов.
В начале 1920-х представители Наркомата здравоохранения (в том числе нарком Н. А. Семашко и Г. А. Баткис) активно контактировали с немецкими коллегами, в частности с Институтом сексуальных наук М. Хиршфельда, и заявляли, что отмена уголовного преследования гомосексуалов в советской России была обдуманной мерой. С аналогичных позиций в 1925 году выступал профессор П. И. Люблинский. Гомофобная политика капиталистических стран критиковалась в первом издании «Большой советской энциклопедии» (1930) как лицемерная.

### Отдельные примеры преследования
Отношение отдельных представителей власти к гомосексуальности было неоднозначным. В результате правовой неопределённости вплоть до 1922 года имело место произвольное преследование однополых отношений.

#### Разрушение городской гомосексуальной субкультуры
Среди прочего, революция 1917 года серьёзно ударила по сложившейся городской гомосексуальной субкультуре. Кроме экономического кризиса её разрушала целенаправленная политика большевиков против инфраструктуры тематических заведений (бань, гостиниц, ресторанов, салонов), которая обозначалась как борьба с «притонами разврата». Представители гомосексуальной субкультуры, места их общения и знакомств были вытеснены на улицу.

#### «Петроградский клуб»
В 1921 году случилось так называемое «дело петроградского клуба». Чекисты обратили внимание на квартиру, где периодически проходили собрания большого числа лиц, в том числе военных моряков. Надеясь раскрыть «контрреволюционную ячейку», сотрудники ВЧК устроили рейд, в результате которого обнаружили маскарадный бал-свадьбу, где невеста и все дамы были переодетыми мужчинами. При допросе выяснилось, что все присутствующие (более 90 человек) являлись гомосексуалами, а квартира служила своеобразным клубом. В качестве экспертов к разбирательству были привлечены В. М. Бехтерев и В. П. Протопопов, подробно описавшие событие.
Дело приобрело большую известность, внеся вклад в дискуссию о правовом статусе добровольных однополых отношений. Ряд юристов высказывался по этому вопросу за расширение уголовных понятий «хулиганства» и «содержания притонов разврата». Другие (в том числе А. А. Жижиленко и П. И. Люблинский) рекомендовали это только в том случае, если однополые отношения имели публичное проявление, подчёркивая, что сами по себе такие действия наказываться не могут, а призывы к их преследованию есть религиозные пережитки. В итоге дело было прекращено в 1923 году в результате амнистии.

#### Антицерковная кампания
|                  |                       |
| Епископ Палладий | Архиепископ Александр |

Антирелигиозная политика большевиков имела в вопросе оценки гомосексуальности и противоположный эффект. С целью подрыва авторитета Церкви была начата кампания по очернению священников и монахов. Одним из приёмов, призванных обличить «лицемерие» и «крайнюю развращённость» религиозных деятелей, стали обвинения в гомосексуальности. В рамках этой политической кампании пропагандисты воинствующего атеизма категорически отрицали биологические причины однополого влечения и утверждали, что подобные явления рождены классом и средой.
Одним из инструментов этой кампании были показательные политические судебные процессы. А поскольку официально преследование добровольных однополых отношений было отменено, то в этих делах обвиняемым приписывались различные отягчающие обстоятельства — насилие, принуждение, развращение несовершеннолетних, заражение венерическими болезнями. Такие суды были проведены, например, над приближённым к патриарху Тихону епископом Палладием (Добронравовым) (Москва, 1919), отцом Василием и архиепископом Александром (Трапицыным) (Вологда, 1922), дьяконом Храновским (Петроград, 1927), дьяконом Ткаченко (Владикавказ, 1927). В этих делах использовался язык противопоставления «развращённости священников» и «непорочности класса рабочих и крестьян». Попытки защиты использовать медицинскую интерпретацию причин гомосексуального влечения заложили основы советского дискурса о «половых аномалиях», являющихся «пережитками старого быта» и чуждых «нормальным» рабочим и крестьянам.

#### Советские республики Кавказа
В уголовных кодексах Азербайджана, Абхазии и Грузии (но не Армении), в разделах о половых преступлениях осталась преемственность царского запрета на добровольные однополые отношения, который также объяснялся их якобы «большой распространённостью». После редакции 1924 года статья 171 УК ГССР 1922 года гласила: «Извращённое удовлетворение половой страсти в форме педерастии, за исключением случаев, означенных в ст. 170 („половое сношение с лицами, не достигшими половой зрелости“), влечёт за собой для обеих участвующих сторон лишение свободы сроком до одного года». Статья 171а УК Абхазской ССР, действовавшего до 1925—1928 годов, также предусматривала наказание за «педерастию». Статья 167 УК Азербайджанской ССР 1922 года гласила: «Противоестественное совокупление с лицами мужского пола (мужеложство/педерастия) карается лишением свободы на срок не ниже 3 лет. Тому же наказанию подвергаются и добровольно согласившиеся на пассивное мужеложство, а равно подстрекатели и пособники».

#### Советские республики Средней Азии
Союзные республики СССР имели собственные уголовные кодексы. И хотя все они были основаны на УК РСФСР 1922 года, однако содержали ряд отличий. Советская власть унаследовала от царского режима представления о наличии у народов Кавказа и Средней Азии «диких обычаев», которые якобы обуславливали широкое распространение однополых отношений в данных регионах. Данное явление считались вредным порождением социальных условий, следствием отсталости коренных народов и подлежало искоренению. Это нашло отражение в местном законодательстве. Такое представление укладывалось в марксистское представление о социальной эволюции и «отсталых народах».
Иной была ситуация в Средней Азии. Здесь советские юристы и идеологи столкнулись с культурами, традиции которых значительно отличались от традиций европейских и кавказских народов (в частности, с подростковой гомосексуальной проституцией «Бача-бази»). В результате в этих регионах были введены особые статьи против «пережитков родового быта». Так, в главе 9 «Местные бытовые преступления» УК Узбекской ССР 1926 года была статья 276: «Бесакалбазство, то есть половое сношение мужчины с мужчиной, влечет за собою — лишение свободы со строгой изоляцией на срок не ниже шести месяцев». Кроме того, статьи 278—283 рассматривали различные аспекты отягчающих обстоятельств, как традиционных (насилие, несовершеннолетие), так и новых специфических (сексуальное домогательство и организацию проституции). УК Узбекской ССР действовал до 1935 года и в вышедшей из её состава Таджикской ССР. УК Туркменской ССР 1927 года в главе 6 «Преступления против жизни, здоровья, свободы и достоинства личности» содержал менее проработанные схожие статьи (157, 160, 163, 164), при этом добровольные однополые отношения не преследовались. Кыргызстан и Казахстан до 30-х годов входили в РСФСР, и на них распространялось соответствующее уголовное право.

## Сталинские репрессии и криминализация

### Предпосылки репрессий
К концу 1920-х годов в СССР благодаря антицерковным процессам и правоприменительной практике в южных республиках у части представителей власти сформировалось представление о гомосексуальности как о «пережитке старого быта» (в случае священников) и «пережитке родового быта» (в случае «отсталых» регионов), которые представляют опасность для «построения нового социалистического общества» и «подростащего поколения».
В начале первой пятилетки и в связи с фактическим приходом к власти И. В. Сталина наметился ряд новых процессов. Во-первых, роль биологических наук (психиатрии, эндокринологии) в представлении о человеческой природе снижалась, на первое место в угоду политическому курсу выходили социальные дисциплины, провозгласившие приоритет внешних факторов среды над внутренними факторами организма. Соответственно, роль медицины в решении социальных проблем снижалась, а гомосексуальность в представлении идеологов режима перешла из категории «болезнь» в категорию «преступный социальный порок». Во-вторых, в этот исторический период человеческая сексуальность стала восприниматься властями как часть политической повестки, по причине чего «инаколюбящие» стали восприниматься в том же ключе — как «контрреволюционные элементы». В-третьих, первая пятилетка, коллективизация, экономический коллапс спровоцировали массовое переселение людей и социальный кризис. Для борьбы с этим власти ввели паспортную систему, систему сбора информации о людях (в том числе, приватного характера), создали план по «социальной чистке городов» и борьбе с «социальными аномалиями», «классово чуждыми элементами», «остатками буржуазии», в число которых включались в том числе представители видимых уличных субкультур (проститутки, нищие, бездомные, гомосексуалы). Действительно, разрушение в 1920-х годах гомосексуальной субкультурной инфраструктуры с одной стороны, а с другой стороны начало эмансипации «инаколюбящих» привело к тому, что такие люди стали заметны в публичном пространстве. Решение задачи «социальной чистки» было возложено на наркомат соцобеспечения, милицию и ОГПУ. В-четвёртых, изменился политический климат: в это время спецслужбы начинают новые политические репрессии, в рамках которых инициируется целый ряд коллективных дел о «контрреволюционной деятельности».
|                 |
| Рейхстаг в огне |

Важное значение приобрёл внешнеполитический дискурс. В это время главной ареной столкновения идеологий фашизма и коммунизма стала Германия. В начале этой схватки Коммунистическая партия Германии поддерживала гей-движение и выступала за отмену немецкого антигомосексуального законодательства. Однако в 1931 году стало известно о гомосексуальности одного из лидеров партии нацистов Эрнста Рёма. Немецкие социал-демократы до того момента также поддерживали гей-движение, однако в угоду политической конъюнктуре выступили с гомофобными нападками в адрес оппонентов. Позднее из тех же соображений к ним присоединились коммунисты. После поджога Рейхстага в феврале 1933 года был арестован коммунист Маринус ван дер Люббе, являвшийся гомосексуалом. Он был обвинён нацистами в данном преступлении, а его политические воззрения были использованы для обвинения в этой акции международного коммунизма и ликвидации Коммунистической партии Германии. Коммунистический интернационал в попытке отмежеваться от Ван дер Люббе использовал агрессивную гомофобную риторику, обвинил его в сотрудничестве с нацистами и сексуальной зависимости от Эрнста Рёма. Данная риторика на международной арене продолжилась и в дальнейшей борьбе двух идеологий. Это могло оказать свое влияние и на позицию СССР.
Кроме того, в декабре 1932 года, на фоне внутренних экономических неудач и социальной нестабильности, сталинское руководство решило провести «чистку партийных рядов». Эта акция, сопровождавшаяся тщательным изучением личных дел членов партии, усугубила атмосферу всеобщей подозрительности, шпиономании и поиска «козлов отпущения». Ряд историков отмечают сложившуюся в тот период ситуацию в Наркомате иностранных дел. Согласно ряду источников, ленинский министр Г. В. Чичерин был гомосексуалом. В период его руководства (1918—1930) на дипломатическую работу в наркомат поступило много его доверенных лиц, некоторые из которых также были гомосексуалами. Это также могло сыграть определённую роль в изменении отношения советского руководства к однополым отношениям.
Историк Ирина Ролдугина также предполагает, что, возможно, криминализация была связана с эволюцией моральных представлений внутри ОГПУ, поскольку, по её сведениям, на момент 1930-х годов внутри этого управления было значительное число гомосексуалов.
В начале 1930-х годов советская разведка завербовала в Великобритании ряд агентов, составивших в дальнейшем так называемую «Кембриджскую пятёрку». От двух до четырёх её членов являлись гомосексуалами. Вербовка таких людей была облегчена тем, что коммунисты до 1930-х годов лояльно относились к гомосексуалам и декриминализировали однополые отношения, в то время как власти Великобритании продолжали преследовать таких людей. Некоторые историки предполагают, что таким образом советские гомосексуалы могли также попасть под подозрение в СССР.

### Начало репрессий и криминализация
В августе-сентябре 1933 года ОГПУ провело серию рейдов и арестовало в Ленинграде и Москве несколько сотен гомосексуалов. 15 сентября заместитель председателя ОГПУ Г. Г. Ягода направил секретарю ЦК ВКП(б) И. В. Сталину докладную записку, в которой сообщал о раскрытии «объединения педерастов», которые якобы занимались «созданием сети салонов, очагов, притонов, групп и других организованных формирований педерастов, с дальнейшим превращением этих объединений в прямые шпионские ячейки… актив педерастов, используя кастовую замкнутость педерастических кругов в непосредственно контрреволюционных целях, политически разлагал разные общественные слои юношества, в частности рабочую молодёжь, а также пытался проникнуть в армию и на флот». На эту записку Сталин наложил резолюцию: «Т. Кагановичу. Надо примерно наказать мерзавцев, а в законодательство ввести соответствующее руководящее постановление».
|              |
| И. В. Сталин |

Через три месяца, 13 декабря 1933 года, Г. Г. Ягода направляет И. В. Сталину «Проект Постановления Президиума ЦИК СССР» с пояснительной запиской к нему, в которой в аргументации ОГПУ о поддержке этих мер уже не упоминается обвинение в шпионаже: «Ликвидируя за последнее время объединения педерастов в Москве и Ленинграде, ОГПУ установило: 1. Существование салонов и притонов, где устраивались оргии; 2. Педерасты занимались вербовкой и развращением совершенно здоровой молодёжи, красноармейцев, краснофлотцев и отдельных вузовцев. Закона, по которому можно было бы преследовать педерастов в уголовном порядке, у нас нет. Полагал бы необходимым издать соответствующий закон об уголовной ответственности за педерастию». При этом в ходе дискуссии в политбюро ЦК ВКП(б) М. И. Калинин высказался «против издания закона, а за осуждение во внесудебном порядке по линии ОГПУ».
16 декабря Политбюро ЦК ВКП(б) проект Ягоды утвердило. 17 декабря Президиум ЦИК СССР принял постановление:

На основании ст. 3 Основных начал уголовного законодательства Союза ССР и союзных республик президиум Центрального исполнительного комитета Союза ССР постановляет:

1. Распространить уголовную ответственность за мужеложство, то есть половое сношение мужчины с мужчиной, на случай добровольных сношений, независимо от недостижения одним из участников половой зрелости.

2. Предложить центральным исполнительным комитетам союзных республик включить в уголовные кодексы этих республик новую статью следующего содержания:

«Мужеложство, то есть половое сношение мужчины с мужчиной, влечёт за собою — лишение свободы на срок до пяти лет.

Мужеложство, совершённое с использованием зависимого положения либо с насилием, за плату, по профессии или публично, влечёт за собою — лишение свободы на срок до восьми лет»…
7 марта 1934 года Президиум ЦИК СССР принял постановление в новой редакции, которая исключила ряд формулировок отягчающих обстоятельств и установила нижние сроки наказания (что было для законодательства того времени новшеством):

На основании ст. 3 Основных начал уголовного законодательства Союза ССР и союзных республик президиум Центрального исполнительного комитета Союза ССР постановляет:

Предложить центральным исполнительным комитетам союзных республик дополнить уголовные кодексы союзных республик статьёй следующего содержания:

«Половое сношение мужчины с мужчиной (Мужеложство) влечёт за собой лишение свободы на срок от 3 до 5 лет.

Мужеложство, совершённое с применением насилия или с использованием зависимого положения потерпевшего, влечёт за собой лишение свободы на срок от 5 до 8 лет».

Введение статьи в союзных республиках произошло в разные сроки. Первой поправки в УК внесла Украинская ССР 11 января 1934 года, формулировки статьи 165 были взяты из первого постановления ЦИК СССР. Такой текст закона на практике мог служить для расширительного его толкования. УК Украинской ССР действовал в Молдавской ССР до 1961 года. Также формулировки 1933 года повторил УК Таджикской ССР 1935 года, заменив, однако, в статье 223 термин «мужеложство» на «бачебазство».
Все остальные республики использовали редакцию 1934 года. 1 апреля 1934 года соответствующая статья была внесена в УК РСФСР под номером 154-а:

154-а. Половое сношение мужчины с мужчиной (мужеложство) — лишение свободы на срок от трёх до пяти лет.

Мужеложство, совершённое с применением насилия или с использованием зависимого положения потерпевшего, — лишение свободы на срок от пяти до восьми лет.

При этом новые статьи в УК РСФСР, европейских республик и Грузинской с Армянской ССР были помещены в раздел «половых преступлений», в Таджикской («бачебазство») и Узбекской ССР («бесакалбазство») в главу о «пережитках старого быта», в Туркменской и Азербайджанской ССР, где соответствующей классификации не было, были просто доработаны существующие статьи. На территории Казахстана, Кыргызстана, а после включения в состав СССР и Литвы, Латвии, Эстонии действовали нормы УК РСФСР до 1961 года.

### Публичные заявления
| |
| Обложка журнала «Огонёк» 1934 г. И. В. Сталин и М. Горький. «Вы, писатели, — инженеры, строящие человеческие души». И. В. Сталин |

В начале 1930-х годов советский журналист М. Е. Кольцов издал серию статей, в которых обвинил руководство немецких фашистов в «сексуальных извращениях».
Вскоре после принятия антигомосексуального уголовного закона И. В. Сталину поступило письмо от жившего в Москве британского коммуниста и журналиста Гарри О. Уайта (англ. Harry O. Whyte), в котором он попросил его разъяснить принятие нововведения, параллельно осветив позитивные марксистские взгляды на гомосексуальность и намекнув, что данные действия СССР вызовут негативную реакцию Коминтерна. Сталин пометил записку надписью «идиот и дегенерат». 23 мая 1934 года по его заказу одновременно в газетах «Правда» и «Известия» вышла статья Максима Горького «Пролетарский гуманизм», в которой в рамках идеологического противостояния «коммунизм-фашизм» гомосексуальности давалась однозначная оценка как зловредному свойству немецких оппонентов: «Не десятки, а сотни фактов говорят о разрушительном, разлагающем влиянии фашизма на молодёжь Европы. Перечислять факты — противно, да и память отказывается загружаться грязью, которую всё более усердно и обильно фабрикует буржуазия. Укажу однако, что в стране, где мужественно и успешно хозяйствует пролетариат, гомосексуализм, развращающий молодёжь, признан социально преступным и наказуемым, а в „культурной“ стране великих философов, учёных, музыкантов он действует свободно и безнаказанно. Уже сложилась саркастическая поговорка: „Уничтожьте гомосексуалистов — фашизм исчезнет“». Вслед за Горьким этот тезис повторила на Первом съезде советских писателей М. С. Шагинян: «Без притока свежей социальной новизны, в затхлой атмосфере типических трафаретов любовь белокурых немца и немки так загнила и выветрилась в искусстве, что пришлось подновлять и сдабривать её домашними средствами, внутри своих же расовых возможностей, то есть вводить в литературу гомосексуализм и прочие формы извращений».
В марте 1936 года на второй сессии ВЦИК XVI созыва Нарком юстиции Н. В. Крыленко в ходе доклада об изменениях уголовного законодательства заявил, что однополые отношения — это продукт морального разложения эксплуататорских классов: «В нашей среде, господин хороший, тебе не место. В нашей среде, среде трудящихся, которые стоят на точке зрения нормальных отношений между полами, которые строят своё общество на здоровых принципах, нам господчиков этого рода не надо». Представление о врождённом и медицинском характере гомосексуальности было отвергнуто министром как учение «западных буржуазных школ». Таким образом, «обыкновенные» гомосексуалы были причислены к классовым врагам, деклассированным и криминальным элементам, с которыми надлежало бороться. Кроме того, Н. В. Крыленко продолжил обвинять «тайные притоны» в контрреволюционной деятельности. Позднее юристы и медики в СССР рассуждали о гомосексуальности как о проявлении «морального разложения буржуазии».

### Ход репрессий
Ещё до принятия официального уголовного закона, с конца лета 1933 года в рамках «паспортных операций» по крупным городам СССР ОГПУ провело серию рейдов на гомосексуалов. Масштабы репрессий 1933—1934 годов неизвестны. По слухам, эти аресты затронули сторонников Г. Е. Зиновьева и Л. Д. Троцкого. По другим свидетельствам, действия ОГПУ были направлены против немецких шпионов и «гитлеровцев». Среди арестованных в Ленинграде 175 человек 89 были служащими, 29 — деятелями искусства, 24 — рабочими, 14 — учеными и преподавателями, 13 — безработными, 2 — священниками. Следственные органы особенно подчеркивали обвинения гомосексуалов в «контрреволюционной деятельности». Так, по 58-й статье УК РСФСР на 10 лет были осуждены поэт Е. Г. Геркен, театровед Г. К. Крыжицкий, певец Н. С. Артамонов. Однако часть людей была осуждена по произвольно трактовавшейся 151 статье УК РСФСР («принуждение к занятию проституцией, сводничество, содержание притонов»).
Первым широко известным репрессированным гомосексуалом в СССР стал поэт Н. А. Клюев. В 1933 году поэт послал свои стихи для опубликования редактору литературного журнала «Новый мир» И. М. Гронскому. Тот пришёл в ярость из-за того, что присланная любовная лирика была написана от мужского лица к мужскому лицу. Не сумев убедить Н. А. Клюева «писать нормальные стихи», он позвонил Г. Г. Ягоде с требованием выслать поэта. Тот заручился поддержкой И. В. Сталина и ещё до официального введения антигомосексуального закона 2 февраля 1934 года Н. А. Клюева арестовали и обвинили по 58-й статье («контрреволюционная агитация»). 5 марта он был выслан в Нарым, потом ему разрешили переехать в Томск. Однако в октябре 1937 года Н. А. Клюев был повторно арестован и расстрелян как «контрреволюционер».
Введение статьи за «мужеложство», в отличие от других уголовных законов, не сопровождалось обычными циркулярными письмами, разъясняющими её для судов и прокуратуры. Однако суды были информированы. Разъяснения могли быть переданы устно или секретным циркуляром. Так, в судебном постановлении по «делу Безбородова» говорилось: «закон от 7/III 1934 года направлен против мужеложства не в узком смысле этого термина, а против мужеложства как антиобщественного проявления половых связей между мужчинами, в каких бы формах это не осуществлялось». Эти выводы были подтверждены Верховным судом РСФСР при пересмотре дела.
При этом в советских уголовных кодексах, как и в царском, не давалось расшифровки формулировок, что также повлекло разночтения. Уклонялся от прямого пояснения и Верховный суд РСФСР. Ряд юристов толковал «мужеложство» в расширенном значении гомосексуальных связей, предполагая под ним не только анальный, но и оральный контакт. Отдельные нюансы были в южных союзных республиках: УК Азербайджанской ССР считал под «мужеложством» любой анальный секс, вне зависимости от пола, по-разному толковались и среднеазиатские термины «бесакалбазство» и «бачебазство».
Ряд дел гомосексуалов рассматривался трибуналами ОГПУ тайно «во внесудебном порядке» как политические преступления, другие проходили через суд. Суды часто проходили за закрытыми дверями, ни один из них не был показательным процессом (в отличие от антицерковных дел 1920-х годов). Политическая риторика в ходе судебных разбирательств от начала к концу 1930-х годов значительно снизилась. Дела заводились на основании доносов или результатов милицейских рейдов. В ходе следствия у арестанта выпытывали имена других известных ему гомосексуалов, также просматривались дневники, личная переписка и телефонные блокноты, что служило основанием для дальнейших арестов. Доказательствами в ходе суда обычно служили показания свидетелей и признания обвиняемых, иногда проводилась судебно-медицинская и психиатрическая экспертиза. Часто более молодой, хотя и совершеннолетний партнёр, давая показания на другого, избегал наказания как «жертва». Нередко среди группы обвиняемых следствие и суд выделяли «зачинщика», который получал максимальный срок. Абсолютное большинство обвиняемых в ходе известных процессов в Москве в 1930-х годах принадлежало к рабочим и служащим.
Нет достоверной информации о количестве осуждённых в первые 27 лет действия уголовного преследования гомосексуалов. Это обусловлено тем, что даже те дела, которые проходили через судебную систему, зачастую не указывались в официальной статистике. Кроме того, целый ряд гомосексуалов был осуждён вне связи с антигомосексуальной статьей. Дэн Хили предполагает, что после чисток 1930-х годов количество осуждённых в 1940—1950-х годах значительно снизилось.
|                             |                    |
| Арестант Б. С. Пшибышевский | Б. А. Прозоровский |

В 1930-х в ряде судебных процессов и «чисток» обвинения в гомосексуальности тесно переплетались с обвинениями в шпионаже и контрреволюционном заговоре. При этом отличить первичное обвинения от вторичного не представляется возможным. Так, в 1934 году прошло «дело Флоринского», в ходе которого были репрессированы дипломаты, назначенные при Г. В. Чичерине. Сам Д. Т. Флоринский был приговорён к 5 годам за «мужеложство», а в 1937 году был расстрелян за «шпионаж». В 1939 году обвинение в «мужеложстве» было частью политической расправы над главой НКВД Н. И. Ежовым, которому вменялась также «попытка государственного переворота». Композитор Б. А. Прозоровский был первоначально осуждён в начале 1930-х годов по 58-й статье, по возвращении в 1933 году — «за разложение армии и флота», а в 1937 году был расстрелян. В 1934 году музыковед Б. С. Пшибышевский был осуждён за «мужеложство», а в 1937 году расстрелян за «шпионаж» и «подготовку террористического акта». Редактор журнала «Америка» А. Н. Беляев был осужден в том же году на тех же основаниях, а в 1947 — как шпион. Ряд известных гомосексуалов был осуждён по политическим статьям. Так, гражданский муж поэта М. А. Кузмина писатель Ю. И. Юркун, хотя и являлся известным гомосексуалом, в 1938 году был арестован и расстрелян в ходе «ленинградского писательского дела» по обвинению в участии в «антисоветской право-троцкистской террористической писательской организации». Филолог Б. И. Ярхо был осуждён по делу «немецкой фашистской организации (НФО) в СССР».
В 1933—1934 годах начались чистки среди деятелей культуры. Большое число артистов было отправлено в ГУЛАГ по обвинению в «моральном разложении» и «мужеложстве», многие из них также обвинялись в шпионаже в пользу нацистской Германии.
В 1944 году известный советский певец В. А. Козин поссорился с главой НКВД Л. П. Берией в связи с тем, что тот не сдержал обещания эвакуировать его семью из блокадного Ленинграда, где она в итоге погибла. И, как следствие, особым совещанием при НКВД певец был осуждён на 8 лет за «мужеложство с применением насилия» и «контрреволюционную пропаганду». Отбывал срок в лагере на Колыме. В 1948 году был в первый раз осуждён за «мужеложство» тогда начинающий режиссёр С. И. Параджанов (по делу Н. М. Микавы). В то же время известный советский актёр Ю. М. Юрьев не подвергался репрессиям, хотя гомосексуальность его была известна.
Лесбиянки в сталинскую эпоху официально по закону не преследовались; эта тема была табуирована. Хотя известно о гомосексуальной поэтессе А. А. Барковой, которая была трижды судима (в том числе по 58-й статье) из-за своих антисоветских убеждений, которые сложились и в результате конфликта государственной идеологии и её ориентации.

### В ГУЛАГе
Ещё в царских тюрьмах сложилась особая тюремная субкультура: заключённые неофициально разделялись на определённые «касты», которые выстраивали иерархическую структуру и взаимодействовали друг с другом, соблюдая специфическую символическую обрядовость. В рамках этой субкультуры имели место мужская проституция и сексуальное насилие.
При И. В. Сталине система лагерей ГУЛАГа способствовала развитию особо жестокой уголовной тюремной субкультуры, в которой гомосексуалы заняли особое место. А массовость сталинских репрессий способствовала широкому распространению этой субкультуры в стране, что оказало значительное влияние на отношение к гомосексуальности в России в последующие периоды. Осужденные за «мужеложство» или подозреваемые в гомосексуальности заключённые попадали в касту «опущенных», из которой уже выйти не могли. Они подвергались систематическому унижению и насилию, выполняли наиболее тяжёлую и грязную работу. Среди них был высокий процент самоубийств и убийств.
После смерти Сталина в 1953 Советское руководство решилось на реформу ГУЛАГа. Миллиону заключённых была дарована амнистия. Вместе с тем, Советское руководство было озабочено вопросом: как сделать так, чтобы бывшие заключённые могли снова интегрироваться в общество и главное, забыть о своих тюремных привычках и порядках. Некоторые Советские чиновники беспокоились, что гомосексуальные отношения, которые практиковались некоторыми бывшими зэками, начнут распространяться в обществе. Для того чтобы это не допустить, с конца 1956 в Советском ГУЛАГе началась крупномасштабная борьба с гомосексуальными отношениями как среди заключённых мужчин, так и женщин. Директорам местных ГУЛАГов была поставлена задача: придумать новые меры по борьбе с мужеложством и «лесбийской любовью» среди заключённых, привлекая тюремных медиков.

## СССР после смерти Сталина

### Уголовная реформа Хрущёва
После смерти И. В. Сталина в 1956 году начались процессы «десталинизации» и «хрущёвской оттепели», направленные на политические преобразования в стране и деконструкцию системы тотального насилия. Был взят под контроль КГБ, прекращён массовый террор, демонтирована система ГУЛАГа, проведена амнистия, пересмотрены репрессивные законы, скорректирована государственная идеология.
Однако установление «социалистической законности» не привело к пересмотру антигомосексуальной политики. Известно, что в 1958 году был издан секретный документ МВД РСФСР «Об усилении борьбы с мужеложством», однако его содержание до сих пор является гостайной.
В ходе реформы уголовного законодательства в конце 1950-х и начале 1960-х годов были приняты новые уголовные кодексы РСФСР и союзных республик, в которых наказание за добровольные гомосексуальные связи осталось. Сохранение преследования объяснялось борьбой с гомосексуальностью как формой «морального разложения», которое необходимо искоренить в обществе. Недавние исследования показывают, что некоторые советские юристы активно выступали за отмену статьи о добровольном мужеложстве. Так, в 1959 году, на юридической комиссии РСФСР, пересматривающей Уголовный Кодекс РСФСР, юрист Борис Никифоров заявил, что «норма по первой части» (то есть, закон о доброволном мужеложстве) была «совершенно непонятна» (то, есть не имела смысла и должна была быть вычеркнута). Его тут же поддержал другой юрист, заявив: «первую часть можно исключить». Однако другой юрист, присутствующий в составе комиссии, отказывался отменить статью со словами, что первую часть закона о мужеложстве исключать нельзя. После быстрого голосования члены комиссии решили оставить закон о добровольном мужеложстве в силе.
Так 121 статья Уголовного кодекса РСФСР 1960 года фактически повторяла предыдущую, отменяя только нижний предел наказания и уточняя отягчающие квалификации:

Статья 121. Мужеложство

Половое сношение мужчины с мужчиной (мужеложство) наказывается лишением свободы на срок до пяти лет.

Мужеложство, совершённое с применением физического насилия, угроз, или в отношении несовершеннолетнего, либо с использованием зависимого положения потерпевшего, наказывается лишением свободы на срок до восьми лет.

При этом впервые написанные уголовные кодексы Литовской ССР (ст. 122), Латвийской ССР (ст. 124), Эстонской ССР (ст. 118), Киргизской ССР (ст. 112) и Казахской ССР (ст. 104) не содержали даже формального определения мужеложства (педерастии), например:

Статья 124. Педерастия
Педерастия наказывается лишением свободы на срок не более пяти лет.
Педерастия, совершённая с применением насилия или угрозы насилия, с использованием беспомощности жертвы или её зависимого положения, а также в отношении несовершеннолетнего, наказывается лишением свободы на срок от трёх до восьми лет.
Оригинальный текст (латыш.)124. pants. Pederastija
Par pederastiju — soda ar brīvības atņemšanu uz laiku līdz pieciem gadiem.
Par pederastiju, ja tā izdarīta ar vardarbību vai piedraudot lietot vardarbību, izmantojot cietušā bezpalīdzības vai atkarības stāvokli, kā arī ja tā izdarīta ar nepilngadīgajiem, — soda ar brīvības atņemšanu uz laiku no trim līdz astoņiem gadiem.
— Уголовный кодекс Латвийской ССР 1961 года
УК Таджикской ССР отказался от термина «бачебазство» в пользу «мужеложства» (хотя при переводе на национальный язык все равно звучало «бачабозï»), при этом УК Узбекской ССР сохранил старую терминологию «бесакалбазлык» (ст. 100).

### Правоприменительная практика и преследования
|             |             |
| В. А. Козин | Л. С. Клейн |

Формальная формулировка состава преступления («половое сношение мужчины с мужчиной»), содержавшаяся в ряде уголовных кодексов, сохраняла его правовую неопределённость и продолжала вызывать разногласия в юридической литературе относительно того, что считать подпадающим под неё.
Десталинизация не только не отменила преследование гомосексуалов, но даже усугубила их — советские чиновники из страха, что после массовых амнистий возвращавшиеся из лагерей заключённые привнесут уголовную криминальную субкультуру в общество СССР, усилили борьбу с её «проявлениями». В результате в период 1960—1970 годов число приговоров по антигомосексуальной статье выросло на 40 %. При этом увеличение требований к доказательной базе в рамках кампании за «социалистическую справедливость» привело к возрастанию роли медицинской экспертизы в делах по «мужеложству».
По этому закону был осуждён ряд известных людей: певец В. А. Козин (1959, повторно), пианист Н. Л. Штаркман (1959), режиссёр Б. А. Львов-Анохин (1970-е). Поэт Е. В. Харитонов находился под следствием, однако осуждён так и не был, вскоре умерев от сердечного приступа в 40 лет. Угроза уголовного преследования побудила ряд людей сбежать из СССР: «невозвращенцами» стали балетный артист Р. Х. Нуреев (1961), пианист Ю. А. Егоров (1976). По обвинению в «мужеложстве» был осужден приехавший в 1987 году на лечение в Москву один из первых ВИЧ-инфицированных россиян Н. Д. Панченко.
Кроме судебного преследования милиция и КГБ вели списки действительных и подозревавшихся гомосексуалов, эта информация периодически использовалась ими для шантажа. Иногда милиция негласно выступала с поддержкой бандитских нападений на геев. Несмотря на всё это, в крупных городах СССР продолжали существовать места встреч геев («плешки»), однако они находились под пристальным наблюдением милиции и КГБ. В 1980 году перед Олимпийскими играми в Москве произошла локальная городская «чистка» нежелательных групп, затронувшая, в том числе, гомосексуалов.
Антигомосексуальный закон также использовался для борьбы с инакомыслящими и неугодными. По нему были осуждены участники диссидентского движения режиссёр С. И. Параджанов (1974, повторно) и писатель Г. Н. Трифонов (1976), а также вступившие в конфликт с властями археолог Л. С. Клейн (1981), режиссёр З. Я. Корогодский (1986). При этом ряд других известных гомосексуалов, лояльных властям, преследуем не был.
Статистика по приговорам известна, начиная с уголовной реформы 1961 года и за исключением начала 1980-х годов. Однако в ней нет разделения на насильственные и ненасильственные действия, а также не учитываются судебные процессы с оправдательным вердиктом и досудебные милицейские расследования. Ввиду засекреченности и неполноты статистики точные цифры по осуждённым установить не представляется возможным. По различным оценкам, всего в СССР за почти 60 лет существования уголовной статьи было осуждено от 25 000 до 250 000 гомосексуалов, в среднем называется число в 60 000 человек.

### Преследование лесбиянок
Как и в предыдущие исторические периоды в России (за исключением Финляндии царского периода), добровольные женские однополые отношения не преследовались законом. Однако в годы «хрущёвской оттепели» начали возрождаться научные исследования в области сексологии. В понимании советской психиатрии изучения требовали только отклонения от нормы, поэтому соответствующая дисциплина была названа «сексопатология». Именно в таком ключе исследовалась женская гомосексуальность, что привело к попыткам принудительного «лечения».
В 1965 году психиатр Е. М. Деревинская защитила диссертацию «Материалы к клинике, патогенезу, терапии женского гомосексуализма», основанную на исследовании лесбиянок в Карагандинском женском исправительно-трудовом лагере с 1954 по 1960 год. В этой работе были описаны «положительные результаты при лечении» сочетанием аминазина и психотерапии. Данную концепцию в дальнейшем поддерживал и развивал один из основателей сексопатологии в СССР профессор А. М. Свядощ. Это учение, политизированные установки и патернализм советской медицины обернулись на практике в позднесоветский период репрессивной психиатрией в отношении лесбиянок. Гомосексуальные женщины принудительно отправлялись в психиатрические больницы, где на протяжении нескольких месяцев им давали психотропные препараты. После выхода лесбиянки ставились на психиатрический учёт как душевнобольные, подвергались периодическому амбулаторному наблюдению, иногда им назначали постоянный приём психотропных лекарств. От учёта нельзя было отказаться, он накладывал ограничение на определённые виды деятельности, в частности, таким женщинам отказывали в выдаче водительских прав.
Во времена Брежнева некоторые Советские юристы активно предлагали ввести уголовное наказание за женскую гомосексуальность. Юрист Борис Даниэльбек в своей диссертации «Уголовно-правовая борьба с половыми преступлениями», над которой он работал с 1960 по 1970е годы, предлагал такую меру. Однако, рецензенты Даниэльбека посчитали такую идею ненужной, так как, по мнению некоторых из них, женская гомосексуальность была гораздо более редким явлением, чем мужская гомосексуальность.

### Движение за декриминализацию
|                  |                |
| С. И. Параджанов | Г. Н. Трифонов |

Первые попытки отмены преследования гомосексуалов были предприняты ещё в 1959 году в ходе подготовки реформы уголовного законодательства.
В 1970—1980-х годах международное правозащитное гей-движение впервые с 1930-х годов обратило внимание на ситуацию в Советской России. Преследование гомосексуалов стало рассматриваться как часть нарушения прав человека в СССР. Особую известность получили суды над диссидентами-гомосексуалами С. И. Параджановым (1974) и Г. Н. Трифоновым (1976). При этом советское диссидентское движение в основном не поддерживало гомосексуалов. А. И. Солженицын лишь характеризовал статью как «грязненькую», В. Т. Шаламов и Е. С. Гинзбург выступали с откровенно гомофобных позиций. Исключением был В. Н. Чалидзе, который в 1970-х годах выступал против уголовной статьи, указывая на политический характер таких гонений. В 1977 году итальянский активист Анджело Пеццана прибыл в СССР и пытался убедить учёного-диссидента А. Д. Сахарова выступить против преследования геев, однако тот не стал это делать. После отказа А. Пеццана выступил с единоличным протестом в Москве. В этом же году переданное из тюрьмы «Открытое письмо» Г. Н. Трифонова было опубликовано в ряде зарубежных изданий. В нём писатель говорил «о глупости, лжи, жестокости и цинизме», культивируемых в советском обществе в отношении гомосексуалов. В 1983 году была образована первая советская правозащитная гей-лесби-организация «Голубая лаборатория» во главе с А. Зарембой, но в 1986 году под давлением КГБ группа распалась.
С 1970-х в пользу декриминализации стали выступать также некоторые юристы и врачи. Так, в учебнике уголовного права за 1973 год М. Д. Шаргородского и П. П. Осипова под редакцией Н. А. Беляева говорилось: «В советской юридической литературе ни разу не предпринимались попытки подвести прочную научную базу под уголовную ответственность за добровольное мужеложство, а единственный довод, который обычно приводится (моральная развращенность субъекта и нарушение им правил социалистической нравственности), нельзя признать состоятельным, так как отрицательные свойства личности не могут служить основанием для уголовной ответственности, а аморальность деяния недостаточна для объявления его преступным… Существуют серьёзные сомнения в целесообразности сохранения уголовной ответственности за неквалифицированное мужеложство». Авторы также указывали на декриминализацию гомосексуальности не только в капиталистических странах, но и в социалистических Восточной Германии, Польше, Чехословакии.
В 1979 году специалист в области половых преступлений профессор А. Н. Игнатов направил руководству МВД СССР записку, в которой также обосновывал необходимость отмены преследования геев. Важное значение на взгляды юристов на гомосексуальность оказывали новые исследования советской медицины, рассматривающие однополые отношения как проявления болезни.
В 1981 году на конференции учёных-сексологов социалистических стран в Лейпциге известный сексолог из ГДР Зигфрид Шнабль поднял вопрос о антигомосексуальном законодательстве и его недопустимости (на тот момент только в 2 странах соцлагеря в УК имелись подобные статьи — в СССР и Румынии). Ряд советских врачей также обращался в МВД СССР с предложениями о декриминализации, например профессора Г. С. Васильченко и Д. Н. Исаев. В 1982 году статью по этой теме безуспешно пытался опубликовать в журнале «Советское государство и право» известный советский сексолог И. С. Кон.
В середине 1980-х годов при подготовке нового уголовного кодекса РСФСР среди юристов проходили значительные дебаты по теме отмены преследования гомосексуалов. В эпоху Перестройки в результате реализации принципа гласности эти дискуссии вышли в публичное пространство. Наиболее яркими представителями сторонников декриминализации стали профессора А. Н. Игнатов, И. С. Кон, А. М. Яковлев, А. И. Белкин. Эта тема широко освещалась в массовой печати.
В 1989 году Владимир Весёлкин вместе с Гариком Сукачёвым выступил против уголовного преследования гомосексуалов и провёл серию благотворительных концертов. В 1991 году на концерте «Рок против террора» группа «АукцЫон» выступила с заявлением в защиту «сексуальных меньшинств», призывом к толерантности и за отмену 121 статьи УК РСФСР. Петицию подписали многие участники концерта: «АукцЫон», «Бригада С», «ДДТ», «Чайф», «АВИА», «Центра Стаса Намина», «Ва-Банкъ», «Последний шанс», «Миссия: Антициклон», Вячеслав Бутусов, Виктор Салтыков, Сергей Крылов, Михаил Жванецкий, Сергей Соловьёв, Владислав Листьев, Александр Сокуров, Анастасия Рахлина-Башлачёва и др.

## Российская Федерация

### Декриминализация
После распада СССР и образования Российской Федерации в 1991 году антигомосексуальная статья УК РСФСР отменена не была. В 1991 году по ней было осуждено 462 человека, в первом полугодии 1992 года — 227 человек.
Однако российское общество претерпевало радикальные изменения, в рамках которых стремительно развивалось правозащитное гей-лесби-движение, хотя попытки официальной регистрации таких организаций встречали сопротивление властей. Получили свободную трибуну юристы и медицинские эксперты, выступавшие за декриминализацию добровольных гомосексуальных отношений. Верховный суд РСФСР уже в 1991 году постановил необходимость отмены уголовного преследования однополых контактов.
Однако в итоге декриминализация произошла без широкой огласки и общественной дискуссии. В рамках законодательных реформ начала 1990-х годов при подготовке принятия Конституции Российской Федерации и вступления страны в Совет Европы был принят 3акон РФ N 4901-I от 29.04.93, который среди прочего декриминализировал добровольные однополые отношения. Он был опубликован в Российской газете 27 мая 1993 года и с этого момента вступил в силу. Одновременно, чтобы придать легитимность этому постановлению, были рассекречены переписка Ягоды и Сталина и письмо Г. О. Уайта. При этом, несмотря на отмену закона, автоматического освобождения осуждённых ранее не произошло. Гомосексуалы также не были включены в число групп, подлежащих реабилитации по закону «О реабилитации жертв политических репрессий». В начале 1990-х годов В. А. Козину было отказано в присуждении звания Заслуженного артиста РФ по причине его судимостей.
Новый Уголовный кодекс Российской Федерации, принятый Государственной думой в 1996 году, подтвердил указ президента, а также выровнял уголовную ответственность при однополых и разнополых насильственных действиях, сохранив, однако, в статьях 132—134 понятие «мужеложство» и введя понятие «лесбиянство», поскольку однополое насилие не охватывалось трактовкой термина «изнасилования». В законе остались некоторые различия относительно возраста согласия.Также Уголовно-исполнительный кодекс РФ относит однополые контакты к грубым нарушениям порядка отбывания наказания в местах лишения свободы, а «склонные» к ним заключённые ставятся на учёт.

### После 2000 года
Исследователи отмечают, что гомофобия в России в XXI веке является прямым следствием сталинского террора. В этот период к прочим гомофобным аргументам стали также добавляться религиозные. С другой стороны, имело место влияние американских консерваторов.
В 2003 году депутат Государственной думы христианский демократ А. В. Чуев впервые внёс на рассмотрение парламента законопроект о запрете «пропаганды гомосексуализма». Подобно американской религиозной активистке Аните Брайант он предлагал, чтобы людям, «демонстрировавшим гомосексуальную ориентацию», запрещалось работать в системе образования и армии. Однако парламент не поддержал эту инициативу, сославшись на её противоречие Конституции. В дальнейшем А. В. Чуев неоднократно повторно выступал со своим предложением, но каждый раз оно отклонялось. Тем не менее, в 2006 году на фоне активизации российского ЛГБТ-движения и бурного обсуждения темы гомосексуальности в СМИ (преимущественно в гомофобном контексте), идея о запрете «пропаганды гомосексуализма» стала мейнстримом среди консервативных политиков. В 2006 году впервые в России в Рязанской области был принят закон о запрете «пропаганды гомосексуализма» среди несовершеннолетних.
В 2011 году на фоне развития протестного движения российские власти обострили консервативную национальную и антизападную риторику. Консерватизм, фактически, был объявлен государственной идеологией. Началось выстраивание дискурса о «западной гендерной идеологии», которая, якобы, направлена на подрыв российских «традиционных ценностей». Одним из следствий стало принятие с 2011 года ряда региональных, а затем в 2013 году и федерального административного закона о запрете «пропаганды нетрадиционных сексуальных отношений». Примечательно, что одним из лидеров данного движения стал депутат В. В. Милонов, который отмечал, что его гомофобные представления имеют западное происхождение (в 1990-х он был христианским демократом). Данный закон используется властями России для ограничения права на свободу собраний для гомосексуалов. Кроме того, в результате применения «закона об иностранных агентах» правозащитная ЛГБТ-организация «Выход» и кинофестиваль «Бок о бок» вынуждены были ликвидировать юридические лица. Российские власти в 2014 году также приняли закон, запрещающий усыновление детей в страны, где признаются однополые браки.
| Статья 6.21. Пропаганда нетрадиционных сексуальных отношений среди несовершеннолетних 1. Пропаганда нетрадиционных сексуальных отношений среди несовершеннолетних, выразившаяся в распространении информации, направленной на формирование у несовершеннолетних нетрадиционных сексуальных установок, привлекательности нетрадиционных сексуальных отношений, искажённого представления о социальной равноценности традиционных и нетрадиционных сексуальных отношений, либо навязывание информации о нетрадиционных сексуальных отношениях, вызывающей интерес к таким отношениям, если эти действия не содержат уголовно наказуемого деяния, - влечёт наложение административного штрафа на граждан в размере от четырёх тысяч до пяти тысяч рублей; на должностных лиц — от сорока тысяч до пятидесяти тысяч рублей; на юридических лиц — от восьмисот тысяч до одного миллиона рублей либо административное приостановление деятельности на срок до девяноста суток. 2. Действия, предусмотренные частью 1 настоящей статьи, совершённые с применением средств массовой информации и (или) информационно-телекоммуникационных сетей (в том числе сети «Интернет»), если эти действия не содержат уголовно наказуемого деяния, - влекут наложение административного штрафа на граждан в размере от пятидесяти тысяч до ста тысяч рублей; на должностных лиц — от ста тысяч до двухсот тысяч рублей; на юридических лиц — одного миллиона рублей либо административное приостановление деятельности на срок до девяноста суток. 3. Действия, предусмотренные частью 1 настоящей статьи, совершённые иностранным гражданином или лицом без гражданства, если эти действия не содержат уголовно наказуемого деяния, - влекут наложение административного штрафа в размере от четырёх тысяч до пяти тысяч рублей с административным выдворением за пределы Российской Федерации либо административный арест на срок до пятнадцати суток с административным выдворением за пределы Российской Федерации. 4. Действия, предусмотренные частью 1 настоящей статьи, совершённые иностранным гражданином или лицом без гражданства с применением средств массовой информации и (или) информационно-телекоммуникационных сетей (в том числе сети «Интернет»), если эти действия не содержат уголовно наказуемого деяния, - влекут наложение административного штрафа в размере от пятидесяти тысяч до ста тысяч рублей с административным выдворением за пределы Российской Федерации либо административный арест на срок до пятнадцати суток с административным выдворением за пределы Российской Федерации. |

Осенью 2022 года на фоне военных неудач на Украине и под предлогом «духовной войны с Западом» власти инициировали расширение закона о «пропаганде». Новый закон вступил в силу 5 декабря 2022 года.
| Пропаганда нетрадиционных сексуальных отношений и (или) предпочтений, смены пола 1. Пропаганда нетрадиционных сексуальных отношений и (или) предпочтений либо смены пола, выразившаяся в распространении информации и (или) совершении публичных действий, направленных на формирование нетрадиционных сексуальных установок, привлекательности нетрадиционных сексуальных отношений и (или) предпочтений либо смены пола или искаженного представления о социальной равноценности традиционных и нетрадиционных сексуальных отношений и (или) предпочтений, либо навязывание информации о нетрадиционных сексуальных отношениях и (или) предпочтениях либо смене пола, вызывающей интерес к таким отношениям и (или) предпочтениям либо смене пола, за исключением случаев, предусмотренных статьей 6.21.1 настоящего Кодекса, если эти действия не содержат признаков уголовно наказуемого деяния, - влечет наложение административного штрафа на граждан в размере от пятидесяти тысяч до ста тысяч рублей; на должностных лиц — от ста тысяч до двухсот тысяч рублей; на юридических лиц — от восьмисот тысяч до одного миллиона рублей либо административное приостановление деятельности на срок до девяноста суток. 2. Действия, предусмотренные частью 1 настоящей статьи, совершенные среди несовершеннолетних, если эти действия не содержат признаков уголовно наказуемого деяния, - влекут наложение административного штрафа на граждан в размере от ста тысяч до двухсот тысяч рублей; на должностных лиц — от двухсот тысяч до четырёхсот тысяч рублей; на юридических лиц — от одного миллиона до двух миллионов рублей либо административное приостановление деятельности на срок до девяноста суток. 3. Действия, предусмотренные частью 1 настоящей статьи, совершенные с применением средств массовой информации и (или) информационно-телекоммуникационных сетей (в том числе сети «Интернет»), если эти действия не содержат признаков уголовно наказуемого деяния, - влекут наложение административного штрафа на граждан в размере от ста тысяч до двухсот тысяч рублей; на должностных лиц — от двухсот тысяч до четырёхсот тысяч рублей; на юридических лиц — от одного миллиона до четырёх миллионов рублей либо административное приостановление деятельности на срок до девяноста суток. 4. Действия, предусмотренные частью 2 настоящей статьи, совершенные с применением средств массовой информации и (или) информационно-телекоммуникационных сетей (в том числе сети «Интернет»), если эти действия не содержат признаков уголовно наказуемого деяния, - влекут наложение административного штрафа на граждан в размере от двухсот тысяч до четырёхсот тысяч рублей; на должностных лиц — от четырёхсот тысяч до восьмисот тысяч рублей; на юридических лиц — от двух миллионов до пяти миллионов рублей либо административное приостановление деятельности на срок до девяноста суток. 5. Действия, предусмотренные частью 1 настоящей статьи, совершенные иностранным гражданином или лицом без гражданства, если эти действия не содержат признаков уголовно наказуемого деяния, - влекут наложение административного штрафа в размере от пятидесяти тысяч до ста тысяч рублей с административным выдворением за пределы Российской Федерации либо административный арест на срок до пятнадцати суток с административным выдворением за пределы Российской Федерации. 6. Действия, предусмотренные частью 2 настоящей статьи, совершенные иностранным гражданином или лицом без гражданства, если эти действия не содержат признаков уголовно наказуемого деяния, - влекут наложение административного штрафа в размере от ста тысяч до двухсот тысяч рублей с административным выдворением за пределы Российской Федерации либо административный арест на срок до пятнадцати суток с административным выдворением за пределы Российской Федерации. 7. Действия, предусмотренные частью 1 настоящей статьи, совершенные иностранным гражданином или лицом без гражданства с применением средств массовой информации и (или) информационно-телекоммуникационных сетей (в том числе сети «Интернет»), если эти действия не содержат признаков уголовно наказуемого деяния, - влекут наложение административного штрафа в размере от ста тысяч до двухсот тысяч рублей с административным выдворением за пределы Российской Федерации либо административный арест на срок до пятнадцати суток с административным выдворением за пределы Российской Федерации. 8. Действия, предусмотренные частью 2 настоящей статьи, совершенные иностранным гражданином или лицом без гражданства с применением средств массовой информации и (или) информационно-телекоммуникационных сетей (в том числе сети «Интернет»), если эти действия не содержат признаков уголовно наказуемого деяния, - влекут наложение административного штрафа в размере от двухсот тысяч до четырёхсот тысяч рублей с административным выдворением за пределы Российской Федерации либо административный арест на срок до пятнадцати суток с административным выдворением за пределы Российской Федерации. |

17 ноября 2023 года Минюст РФ обратился в Верховный суд РФ с иском о запрете «международного общественного движения ЛГБТ». 30 ноября 2023 года судья Верховного суда РФ Олег Нефёдов объявил «экстремистской организацией» и запретил «международное общественное движение ЛГБТ».

### Чечня
С 1996 года по завершении первой чеченской войны и до начала второй в 2000 году Чечня де-факто находилась вне правового поля Российской Федерации. Сообщалось, что в республике был принят собственный уголовный кодекс, практически полностью скопированный с кодекса Судана 1991 года. При этом в самом Судане уголовное преследование гомосексуалов было введено в 1899 году вследствие завоевания Британской империей, а продолжилось после исламизации страны. В предполагаемом чеченском уголовном кодексе нормы мусульманского права своеобразно соединялись с институтами европейского права. В нём, в частности, предусматривалось наказание за «мужеложство» (статья 148) и «непристойное поведение» (статья 151.1). Наказания варьировали от штрафа, бичевания и тюремного заключения до смертной казни. В 2000 году Чечня вернулась в состав России, а гомосексуальные контакты стали вновь официально легальными.
| Глава пятнадцатая. Преступления, связанные с честью, репутацией и общественной нравственностью Мужеложство (148) Виновным в совершении преступления, квалифицируемого как мужеложство, считается тот мужчина, который ввел головку своего полового члена или же то, что ей соответствует, в задний проход любой женщины или любого другого мужчины, или же тот мужчина, который позволил другому мужчине это сделать. а) Виновный в совершении преступления, квалифицируемого как мужеложство, подвергается наказанию в виде бичевания с нанесением ему ста ударов. Допускается также определение ему меры наказания в виде тюремного заключения на срок не свыше пяти лет. б) Если человек был признан виновным в совершение акта мужеложства во второй раз, то он подвергается наказанию в виде бичевания с нанесением ему ста ударов и тюремного заключения на срок не свыше пяти лет. в) Если человек был признан виновным в совершение акта мужеложства во третий раз, то он подвергается наказанию в виде смертной казни или пожизненного тюремного заключения. Непристойное поведение (151) 1. Виновным в совершении преступления, квалифицируемого как совершение непристойных действий, считается лицо, которое допускает нечто оскорбляющее стыдливость другого лица или совершает по отношению к другому лицу те или иные действия сексуального характера, но дело при этом не доходит до прелюбодеяния или мужеложства. Виновный в совершении этого преступления подвергается наказанию в виде бичевания с нанесением ему не более сорока ударов, но допускается также определение ему меры наказания в виде тюремного заключения на срок не свыше одного года или штрафа. — Уголовный кодекс Чеченской Республики Ичкерия. — 1996. — С. 58—60. — 79 с. |

В 2017 году правозащитные организации зафиксировали начало массового преследования гомосексуалов в Чечне. Согласно их докладам, полиция по указанию властей республики стала арестовывать и похищать мужчин, подозреваемых в однополых связях. Жертвы помещались в тайные тюрьмы, где они подвергались пыткам, а некоторых из них убивали. Российские и чеченские власти категорически отрицают это, а также саботируют проведение расследования. По данным правозащитников, количество жертв исчисляется сотнями, среди них — певец Зелимхан Бакаев и педагог Арби Альтемиров. Преследованиям также подверглись лесбиянки и трансгендерные люди.